# Epidendrum montisillinicense
Epidendrum montisillinicense là một loài thực vật có hoa trong họ Lan. Loài này được Hágsater & Dodson mô tả khoa học đầu tiên năm 2004.